# Lucjan Żeligowski
Lucjan Żeligowski (17. října 1865 – 9. června 1947) byl polský generál za rusko-polské války. Proslavil se okupací Vilniusu, kde následně vytvořil stát Střední Litvu, který byl později anektován Polskem.

## Biografie

### Mládí
Narodil se roku 1865. Vstoupil do Ruské imperiální armády roku 1885 a bojoval v rusko-japonské válce jako kapitán.

### První světová válka
Na začátku první světové války velel v hodnosti podplukovníka, praporu. V roce 1915 byl povýšen do hodnosti plukovníka. V roce 1917 velel 1. pluku v Polské střelecké divizi.

### Meziválečná léta
V letech 1921 až 1925 byl inspektorem armády. Roku 1923 byl povýšen do hodnosti generála zbraní. V letech 1925 až 1926 byl ministrem vojenství ve vládě Aleksandera Skrzyńského.
V roce 1947 zemřel, je pochován na hřbitově 'Cmentarz Wojskowy na Powązkach' ve Varšavě.

## Dílo
- Żeligowski, Lucjan. Wojna w roku 1920. Wspomnienia i rozważania. Warszawa: Wydawnictwo The Facto, 2006. 158 S. ISBN 83-89667-49-5

## Fotogalerie

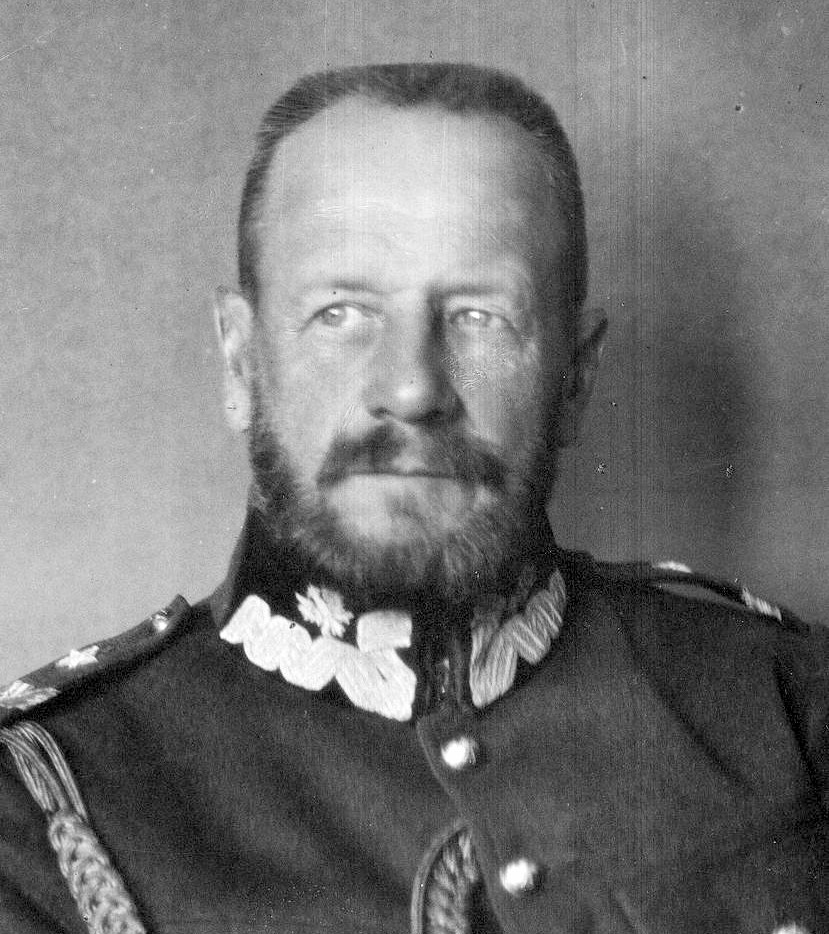
Lucjan Żeligowski (portrét)
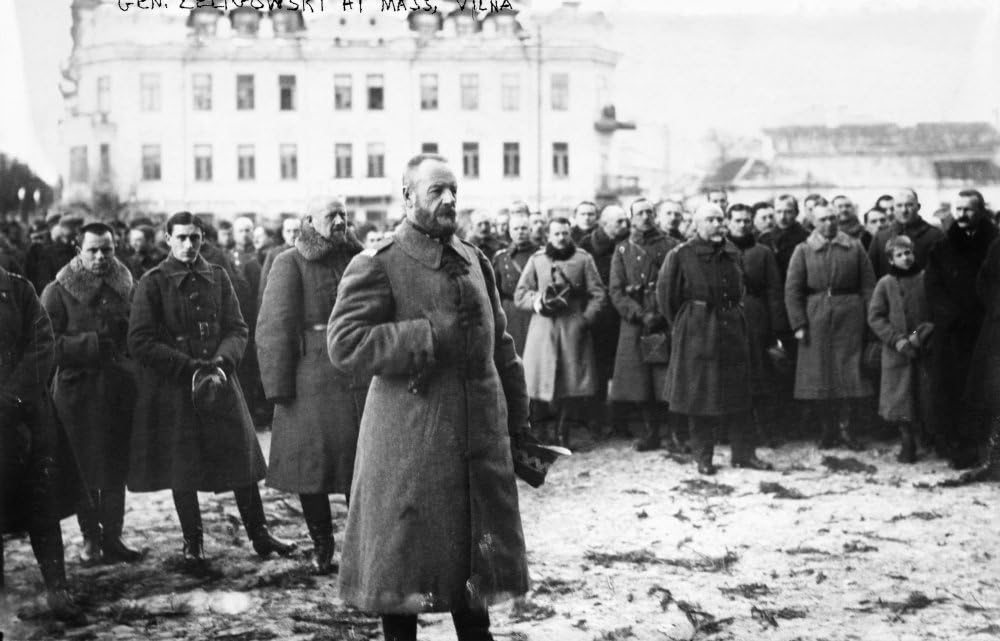
Lucjan Zeligowski (1920; Wilno/Vilnius)
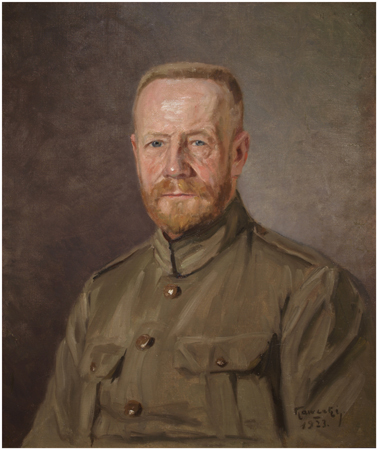
Lucjan Żeligowski
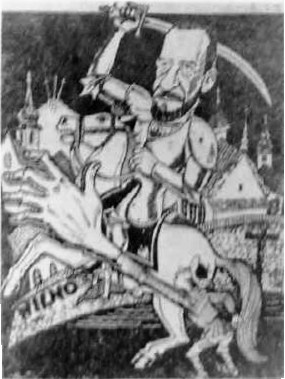
Lucjan Żeligowski (1920; dobová karikatura)
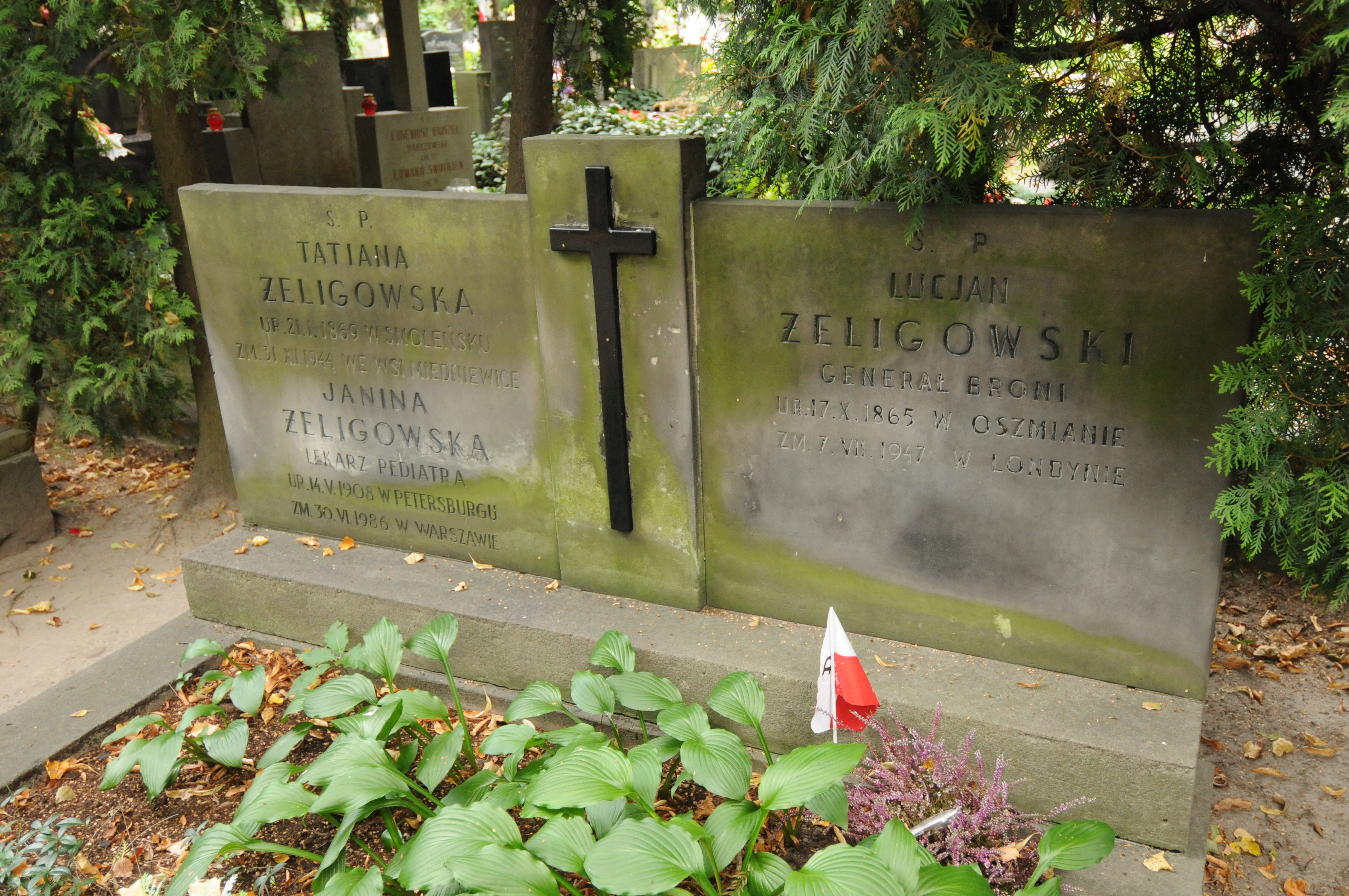
Hrob Lucjana Żeligowskiho ve Varšavě